# J'ai épousé un communiste
J'ai épousé un communiste (titre original : I Married a Communist) est un roman américain de Philip Roth publié en 1998 aux États-Unis et en français en mai 2001 aux éditions Gallimard. Deuxième roman de la « trilogie américaine », après Pastorale américaine (American Pastoral, 1997) et avant La Tache (The Human Stain, 2000),  il se situe au début des années 1950, en plein maccarthysme.

## Résumé
Nathan Zuckerman retrouve son ancien professeur, Murray Ringold. Celui-ci, au crépuscule de sa vie, revient sur celle de son frère Ira, dit Iron Rin, vedette de théâtre radiophonique, époux d'Eva Frame, ex-star du cinema muet, et ancien mentor de Nathan.
Il raconte la descente aux enfers d'Ira, pris entre le maccarthysme et sa personnalité écrasante et naïve. Le titre est aussi celui du livre qu'écrira, sur les instances de ses conseillers, Eva pour se débarrasser et se venger d'Ira.

## Éditions
- J'ai épousé un communiste, trad. Josée Kamoun, éditions Gallimard, 2001  (ISBN 2070755568).
- J'ai épousé un communiste, Folio, 2003  (ISBN 2070304787).